# Hitomi (Dead or Alive)
(Hitomi in Dead or Alive 5)
Hitomi (ヒトミ?) è un personaggio immaginario della serie Dead or Alive sviluppata da Tecmo Koei e Team Ninja. Fa la sua prima apparizione nel terzo capitolo prendendo il posto di Hayate/Ein come combattente di karate. Discendente di origine tedesca e giapponese, partecipa regolarmente ai tornei Dead or Alive sia per testare le sue abilità contro combattenti che usano stili di combattimento diversi che per questioni personali. Il personaggio viene ben accolto dalla critica per il suo sex appeal e il suo carattere.